# Pandiaka obovata
Pandiaka obovata är en amarantväxtart som beskrevs av Karl Suessenguth. Pandiaka obovata ingår i släktet Pandiaka och familjen amarantväxter. Inga underarter finns listade i Catalogue of Life.